# Pablo Vrillaud
Pablo Vrillaud (Las Toscas, 16 de enero de 1897 - Reconquista, 13 de septiembre de 1925) fue un dirigente estudiantil reformista y estudiante de Derecho en la Universidad Nacional del Litoral, carrera que no pudo terminar debido a su muerte en un accidente automovilístico.
Fue uno de los líderes de la Reforma Universitaria de 1918 y presidente de la Federación Universitaria Argentina en 1922.

## Biografía
Nació en Las Toscas el 16 de enero de 1897, pero pasaría la mayor parte de su infancia en la ciudad de Reconquista. El padre de Pablo fue un francés que en 1882, con 19 años, emigró desde Burdeos hacia la Argentina; y la madre fue Rosa Sotelo, hija de Toribio Sotelo, general correntino que luchó en la batalla de Caseros contra Rosas. Su hermano Juan Vrillaud fue gobernador del Chaco desde 1932 a 1933 e intendente de Reconquista; Alberto Vrillaud también fue intendente de Reconquista y Delegado Constituyente en 1949; Alcides Vrillaud fue concejal de su ciudad natal; y una de sus hermanas, Rosa Vrillaud, fue la primera directora de la Escuela Profesional de Mujeres de Reconquista y, además, integrante de la comisión fundadora de la Alianza Francesa, la Liga de Madres de Familia, las Voluntarias del Hospital y la Sociedad de Beneficencia de esa ciudad santafesina.
Comenzó sus estudios secundarios en el colegio francés Víctor Hugo de Buenos Aires, y los continúo, en el año 1912, en el Colegio Nacional de Santa Fe, los cuales terminaba en 1916 con el título de bachiller. En 1918 se incorporó como estudiante de Derecho a la entonces Universidad Provincial de Santa Fe. Ese mismo año fue enviado como delegado al Congreso Nacional de estudiantes de Córdoba, y, en Santa Fe, fue elegido presidente de la Federación Universitaria del Litoral. En la tercera sesión del congreso cordobés, por iniciativa de los santafesinos, se sancionó la siguiente declaración: "El primer congreso nacional de estudiantes universitarios, recomienda al Congreso Nacional la pronta sanción del proyecto creando la Universidad Nacional del Litoral".
En 1921 encabezó la delegación de la Federación Universitaria Argentina, formada junto a otros cuatro estudiantes y por decisión unánime, al Primer Congreso de Estudiantes Universitarios realizado en México. A su regreso, en 1922, ejerció durante un año la presidencia de la Federación Universitaria Argentina, trasladándose a Buenos Aires.
Terminado su mandato, Pablo volvió a Santa Fe y reanudó sus estudios de abogacía. El 4 de octubre de 1924, el Consejo Directivo de la Facultad de Ciencias Jurídicas y Sociales lo nombró Director de la Biblioteca.
Falleció en un accidente automovilístico cuando volvía a Reconquista el 13 de septiembre de 1925.

## Legado

### Biblioteca Pablo Vrillaud
La biblioteca de la Facultad de Ciencias Jurídicas y Sociales lleva el nombre Pablo Vrillaud en honor a su primer director estudiante y en reconocimiento por lo logrado en su corta vida.

### Beca Pablo Vrillaud
El jueves 13 de diciembre de 2012, la Universidad Nacional del Litoral creó la beca Pablo Vrillaud, un apoyo integral destinado a garantizar el acceso y permanencia en los estudios superiores de los jóvenes en situación socioeconómica vulnerable, con la posibilidad de alojarse en una de las residencias de la Universidad, tickets de comedor universitario y carnet de transporte urbano con descuento.
La beca constituye un reconocimiento a la figura de uno de los líderes del movimiento estudiantil de principios del siglo XX, partícipe del proceso de Reforma Universitaria y de creación de la UNL.